# Kristina Jørgensen
Kristina Jørgensen (* 17. Januar 1998 in Horsens) ist eine dänische Handballspielerin, die dem Kader der dänischen Nationalmannschaft angehört.

## Karriere
Kristina Jørgensen lief anfangs in ihrer Geburtsstadt für Horsens HK auf. Im Februar 2014 gab sie ihr Debüt für die U16-Mannschaft von Skanderborg Håndbold. Später lief die Rückraumspielerin mit der Damenmannschaft von Skanderborg Håndbold in der höchsten dänischen Spielklasse auf. Im Jahre 2017 wechselte sie zum Ligakonkurrenten Viborg HK. Mit Viborg unterlag sie das Finale der EHF European League 2021/22 gegen den deutschen Verein SG BBM Bietigheim. Jørgensen errang mit 72 Treffern die Torschützenkrone des Wettbewerbs. Ab der Saison 2022/23 stand sie beim französischen Erstligisten Metz Handball unter Vertrag. Mit Metz gewann sie 2023 und 2024 die französische Meisterschaft sowie 2023 und 2024 den französischen Pokal. Zur Saison 2024/25 wechselte sie zum ungarischen Verein Győri ETO KC. Mit Győri ETO KC gewann sie 2025 die ungarische Meisterschaft und die EHF Champions League.
Jørgensen lief für die dänische Jugend- und Juniorinnenauswahl auf, mit denen sie die Goldmedaille bei der U-17-Europameisterschaft 2015, die Silbermedaille bei der U-18-Weltmeisterschaft 2016 sowie die Bronzemedaille bei der U-19-Europameisterschaft 2017 gewann. Bei der U-19-EM wurde sie zusätzlich zum MVP gewählt. Am 25. November 2017 bestritt sie ihr Länderspieldebüt für die dänische A-Nationalmannschaft. Einen Monat später nahm Jørgensen an der Weltmeisterschaft in Deutschland teil. Weiterhin nahm sie an der Europameisterschaft 2018 teil. Bei der Europameisterschaft 2020 belegte sie mit Dänemark den vierten Platz. Im Turnierverlauf erzielte sie 21 Treffer. Im darauffolgenden Jahr gewann sie bei der Weltmeisterschaft die Bronzemedaille. 2022 unterlag sie mit Dänemark das Finale der Europameisterschaft gegen Norwegen. Jørgensen erzielte im gesamten Turnier 14 Treffer. Bei der Weltmeisterschaft 2023 gewann sie erneut die Bronzemedaille. Jørgensen erzielte 47 Treffer und belegte gemeinsam mit der Niederländerin Angela Malestein und der Rumänin Eliza Buceschi den dritten Platz in der Torschützenliste. Bei den Olympischen Spielen in Paris gewann sie die Bronzemedaille. Im selben Jahr gewann sie eine weitere Silbermedaille bei der Europameisterschaft.